# Akne
För andra betydelser, se Akne (olika betydelser).
Akne (alternativt stavat acne), fackmässigt även benämnt acne vulgaris och i vardagligt tal också kallat finnar, är en godartad hudsjukdom som innebär utslag på eller under huden orsakade av en inflammation i talgkörtlar. Inflammationen anses i sin tur vara orsakad av en tillväxt av vanliga hudbakterier (särskilt Propionibacterium acnes). I puberteten får nästan alla finnar, vilket beror på en ökning av hormoner som kallas androgener i kroppen (gäller båda könen). Ett alternativt namn för små finnar är kvisslor.
Orsaken kan förklaras som en igensättning eller inklämning av porer (hårfolliklar), som dels hindrar utflödet av talg till hudens yta varvid en så kallad pormask, en komedon, uppstår, dels stimulerar en självförstärkande inflammatorisk reaktion. 
År 2010 var globalt ungefär 650 miljoner människor drabbade av akne, vilket motsvarade 9,4 procent av världens befolkning. Nästan 90 procent av alla tonåringar har akne.
Vanliga områden att drabbas av akne förutom ansiktet är nacke, bröst och rygg, de områden på kroppen där hudens porer är som störst och mest utvecklade. Andra kroppsdelar såsom mage, axlar och innanlår kan också drabbas men oftast i mindre grad.

## Klassificering

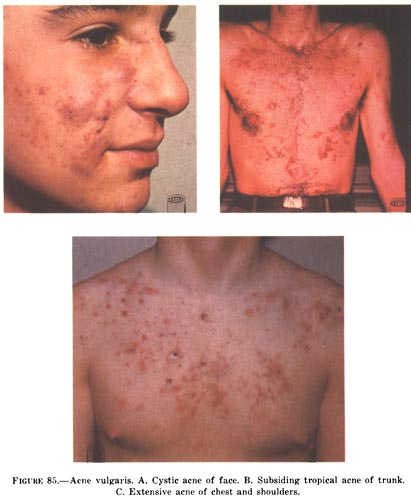
Cystisk akne i ansiktet (uppe t.v.), tropisk acne på tillbakagång (uppe t.h.) samt omfattande akne på bröst och axlar (nedan).

Det finns fler olika grader och olika former av akne:
- Acne vulgaris – "vanlig" akne. Större, mer inflammerade finnar. Pormaskar, ofta fet hy.
- Acne comedonica – mest bara pormaskar, nästan ingen inflammation
- Acne papulopustulosa – inflammerade papler och pustler ("finnar").
- Acne nodulocystica – allvarligare form. Knölar i huden.
- Acne conglobata – den allvarligaste formen. Alla ovanstående symtom, stora, inflammerade aknecystor, oljig hy, ofta "hård" nära cystorna, lämnar i stort sett alltid ärrbildning. Stora områden är drabbade, och de allvarligaste dokumenterade fallen var helt täckta över hela kroppen.

### Cystisk akne
Allvarligare former av akne, med så kallad cystbildning (stora, tjocka och smärtsamma knölar inuti huden), beror inte på igentäppta och inflammerade porer utan på en inflammation inuti huden mellan två hudlager, och det är olyckligt om denna form av akne behandlas som en vanlig akne. 
Vid cystisk akne är det lätt att läderhuden blir skadad, särskilt om man försöker tömma ut var (vilket är omöjligt utan professionell assistans).
Om cystan är mycket stor, besvärande och smärtsam kan kortisoninjektion i det drabbade området ges på sjukhus.

## Orsaker

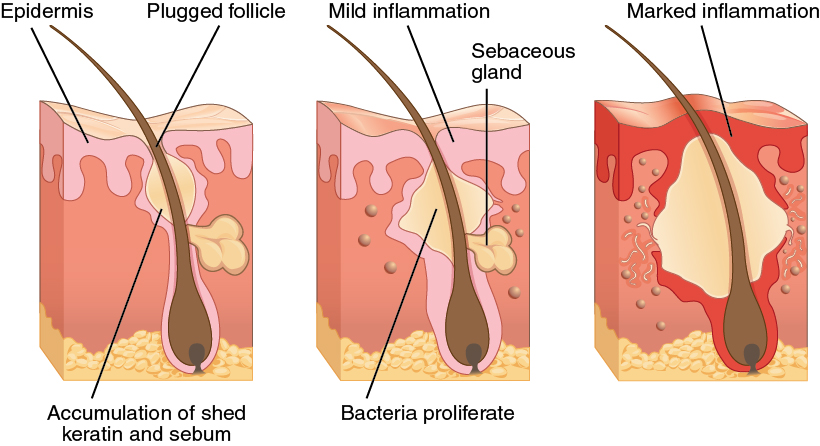
Uppkomsten av akne i en igensatt hårfollikel (bildtext på engelska). Sebaceous gland = talgkörtel.

Akne orsakas ofta av en kombination av överproduktion av talg och närvaro av bakterier. Hormoner, särskilt androgener, har en roll vid uppkomsten av akne. Kosmetika och liknande yttre faktorer kan ge en viss försämring, men är oftast av mindre betydelse. Vissa läkemedel kan utlösa eller förvärra akne.
Pubertal akne sätter igång när puberteten börjar. I puberteten sker hos båda könen en ökning av hormoner som kallas androgener, vilket ökar aktiviteten i talgkörtlar. Detta är en bidragande faktor till uppkomsten av akne.
Akne hos vuxna kallas vuxenakne (acne tarda) och utlöses främst av hormoner, men även yttre påverkan som smink och solning kan utlösa uppkomsten av symtom på akne.  
Vid menstruation är det hormonerna som gör att man får finnar.
Om intag av vissa födoämnen kan orsaka eller förvärra akne eller inte är omdiskuterat. Vissa studier tyder på ett samband mellan akne och intag av föda som orsakar hög glykemisk belastning, som till exempel socker och vetemjöl, och även mellan akne och intag av mjölk. Annan forskning talar emot ett sådant samband.
Anabola steroider kan orsaka akne.

## Behandling

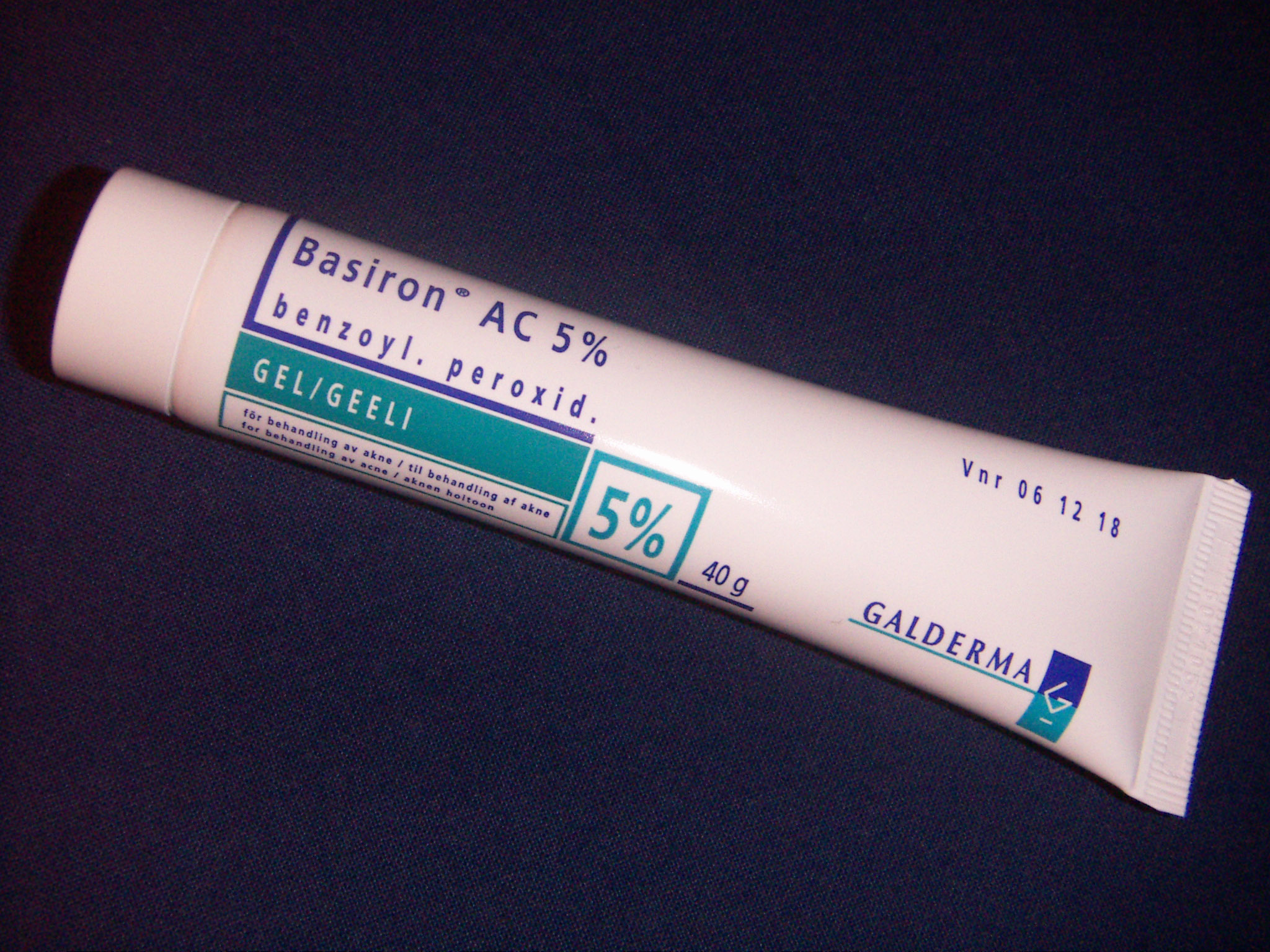
Bensoylperoxidgel.

Receptfria läkemedel kan användas mot akne, exempelvis sådana som innehåller bensoylperoxid. Bensoylperoxid används lokalt på huden.
Överdriven tvagning med ansiktstvätt kan förvärra besvären eftersom huden då blir uttorkad, vilket kan få kroppen att reagera genom att öka talgproduktionen. Mild tvål, eller ansiktstvätt vid fet och finnig hy, kan användas högst en till två gånger om dagen men oftare rekommenderas inte.
Att klämma på akne kan vara skadligt eftersom detta kan förstöra den inre vävnaden och bilda ärrvävnad.
Vid måttlig akne kan receptbelagda läkemedel såsom tabletter och salvor skrivas ut av läkare. Ibland ges antibiotika. Detta är dock inte bra att använda på längre sikt eftersom bakterier då kan utveckla resistens mot antibiotika.
Så kallade cosmeceuticals är en typ av preparat som marknadsförs som verksamma mot akne. Det finns inte evidens för att rekommendera sådana preparat, men vissa personer med akne kan uppleva sig hjälpta av dem. Alfahydroxisyror som innefattar bland annat glykolsyra, mjölksyra och citronsyra används inom kosmetikaindustrin som peeling.
Svår akne kan kräva specialistbehandling hos hudläkare. I vissa fall kan antibiotikakur övervägas samt starka receptbelagda läkemedel. Om flera månaders behandling av svår akne inte gett tillfredsställande resultat kan licenspreparatet isotretinoin, ett sorts A-vitaminderivat, förskrivas. På grund av att detta läkemedel kan ge mycket allvarliga och bestående biverkningar är behandlingen strängt reglerad och noga kontrollerad.

### Huskur
En huskur för lindring av akne är enligt folkmedicinen en dekokt av vilken del som helst från kardborre. Bäst verkan sägs roten ge.